# Tian Ji
Tian Ji (xinès tradicional: 田忌, xinès simplificat: 田忌, pinyin: Tián Jì), nom estilitzat Qi (期) va ser un general de l'estat de Qi durant els inicis del període dels Regnes Combatents (segle iv aEC) de la història xinesa. Tian Ji met Sun Bin i el va recomanar al Rei Wei de Qi com un estrateg militar. Tian Ji va comandar els exèrcits de Qi en la batalla de Guiling i la batalla de Maling, assolint victòries contra l'estat de Wei amb l'ajuda i orientació de Sun Bin.
Tian Ji descendia d'un clan aristocràtic establit en l'Estat de Qi i va ser més tard nomenat general militar pel Rei Wei de Qi. En 340 aEC, Sun Bin va arribar a l'Estat de Qi com un refugiat de l'Estat de Wei. Tian Ji va conèixer Sun Bin i va quedar tan impressionat amb l'experiència de Sun en estratègia militar que el mantingué a la seva residència com a criat (门客). Una vegada, Tian Ji va ser convidat a participar en un esdeveniment de carreres de cavalls organitzat pel rei i Sun Bin li proposà a Tian una estratègia per guanyar. Tian va usar el seu cavall de capacitat inferior per competir amb el millor cavall del rei, el seu cavall de capacitat mitjana per competir amb el pitjor cavall de l'inferior, i el seu millor cavall per competir amb el seu cavall mitjà, guanyant dues de tres carreres. El rei va quedar impressionat per la victòria de Tian Ji i Tian li va dir al rei que havia guanyat gràcies a haver seguit el suggeriment de Sun Bin. Tian va recomanar Sun Bin al rei com un talent i el rei nomenà Sun com a estrateg militar i assessor.
En el 354 aEC, Wei va atacar l'Estat de Zhao, amb Pang Juan dirigint les forces de Wei. Zhao va demanar ajuda de Qi, on el Rei Wei de Qi ordenà a Tian Ji i Sun Bin de dirigir un exèrcit de reforços per a Zhao. Sun Bin va proposar l'estratègia "Assetjant Wei per a rescatar Zhao", i Tian Ji va seguir el pla, ordenant un atac sobre Wei, obligant Pang Juan a tornar enrere per salvar Wei, i efectivament aixecant el setge sobre Zhao. En el 341 aEC, Wei atacà l'Estat de Han amb Pang Juan comandant l'exèrcit de Wei. Han era un aliat de Qi de manera que Qi respongué enviant un exèrcit per reforçar Han. En aquest moment Sun Bin va ser nomenat com a comandant en cap de l'exèrcit de Qi, amb Tian Ji com el seu segon. L'exèrcit de Qi va aconseguir una gran victòria en la posterior Batalla de Maling, la qual va culminar amb una aclaparadora derrota per Wei i la mort de Pang Juan.
Tian Ji no tenia una bona relació amb el canceller de Qi, Zou Ji, que menyspreà Tian davant del Rei Wei. Incapaç de netejar el seu nom, Tian va fugir de Qi i va buscar refugi en l'Estat de Chu. Va ser convidat de nou a Qi i reintegrar-se en el seu antic post després que el Rei Xuan va ascendir al tron de Qi.